# One for the Kids
One for the Kids — третій студійний альбом американського гурту Yellowcard. Виданий у 2001 році лейблом Lobster Records. Це перший альбом гурту, записаний з новим вокалістом Раяном Кі. Шість пісень з альбому: «Drifting», «Sureshot», «Big Apple Heartbreak», «Cigarette», «October Nights», and «A.W.O.L.», увійшли до саундтреку до гри Amped 2 для Xbox.

## Список пісень
Автор музики і слів Всі пісні написані учасниками Yellowcard, крім «Cigarette». 
| #   | Назва                                 | Тривалість |
| --- | ------------------------------------- | ---------- |
| 1.  | «Starstruck» (написана як "★ Struck") | 2:48       |
| 2.  | «Drifting»                            | 3:29       |
| 3.  | «Something of Value»                  | 3:30       |
| 4.  | «Trembling»                           | 2:26       |
| 5.  | «Sureshot»                            | 3:19       |
| 6.  | «Big Apple Heartbreak»                | 3:44       |
| 7.  | «Cigarette»                           | 3:53       |
| 8.  | «October Nights»                      | 3:29       |
| 9.  | «Rock Star Land»                      | 3:39       |
| 10. | «For Pete's Sake»                     | 3:51       |
| 11. | «A.W.O.L.»                            | 3:01       |
| 12. | «Rough Draft» (додатковий трек)       | 4:13       |